# 水原南部警察署
水原南部警察署（スウォンナムブけいさつしょ）は、京畿地方警察庁所管の警察署である。

## 管轄区域
- 水原市のうち
  - 霊通区
  - 八達区仁渓洞
  - 勧善区（水原西部警察署管轄区域を除く）

## 沿革
- 1991年-開署

## 管轄派出所
霊通区
- 霊通派出所
- 新南派出所
- 梅炭派出所
- 台章派出所

八達区
- 仁溪派出所

勧善区
- 勧善派出所
- 谷善派出所
- 細柳派出所